# Laimerstadt
Laimerstadt je místní část městyse s tržním právem Altmannstein v hornobavorském okrese Eichstätt.

## Poloha
Obec se nachází v mírně zvlněné pahorkatině pohoří Franské Jury, které zde začíná, na státní silnici 2232 asi 8 km jižně od údolí Altmühl. Široké roviny údolí Dunaje se nacházejí asi 10 km jižně od obce.
Regensburg je vzdálen asi 45 km na východ, Ingolstadt 30 km na západ. Mnichov je vzdálen asi 100 km jižně od obce.

## Historie
Severně od obce prochází římská hraniční zeď (Raetský limes), která je na několika stech metrech rozeznatelná jako terasovité pole.
Vesnice je poprvé zmiňována v listině z roku 907 jako "Liumaresstat". Z pozemkové knihy z roku 1326 vyplývá, že ves patřila k hradu Altmannstein.
V roce 1968 byla provedena pozemková úprava.
Dne 1. května 1978 byl Laimerstadt připojen k městysu Altmannstein.

## Kostel
Katolický kostel sv. Valburgy, filiální kostel Hienheimu, byl v 18. století přestavěn za použití východní gotické věže a v roce 1850 rozšířen.
Je obklopen hřbitovní zdí. Samotný hřbitov byl však zrušen.
V roce 1971 proběhla jeho renovace.

## Cyklistické a pěší stezky
Přes Laimerstadt vede 170 km dlouhá cyklostezka Via Raetica, která kopíruje historickou trasu Via Raetia.
Městem prochází také "Německá cyklostezka Limes". Ta sleduje hornogermánsko a raetský limes v délce 818 km od Bad Hönningenu na Rýně až po Regensburg na Dunaji.
Laimerstadtem prochází také turistická stezka Limes.

### Webové stránky
- Oficiální webové stránky Laimerstadtu a Riedu
- Laimerstadt v databance míst v Bavorské zemské knihovně, online.